# Burg Devín

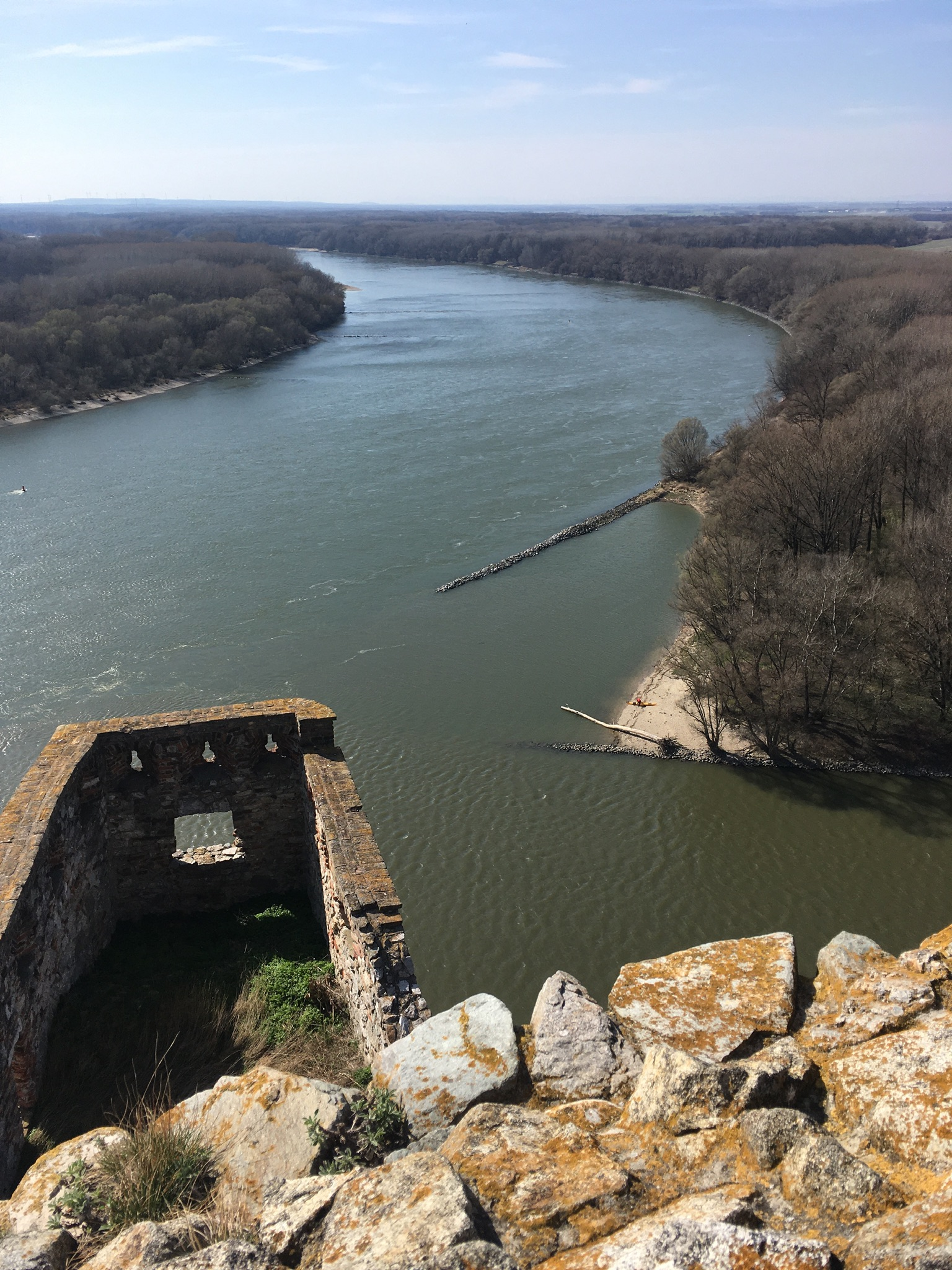
Blick auf den Zusammenfluss von Donau und March

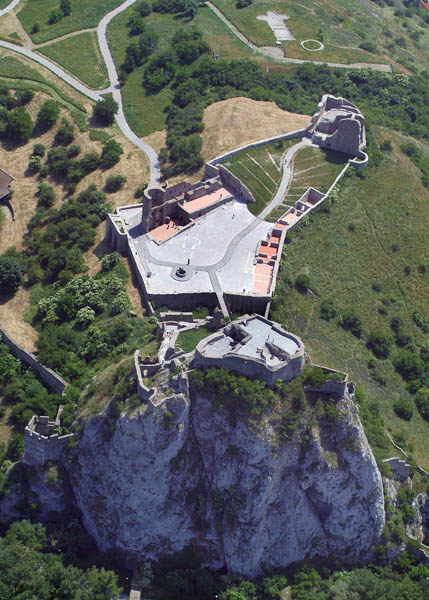
Luftaufnahme der Burg

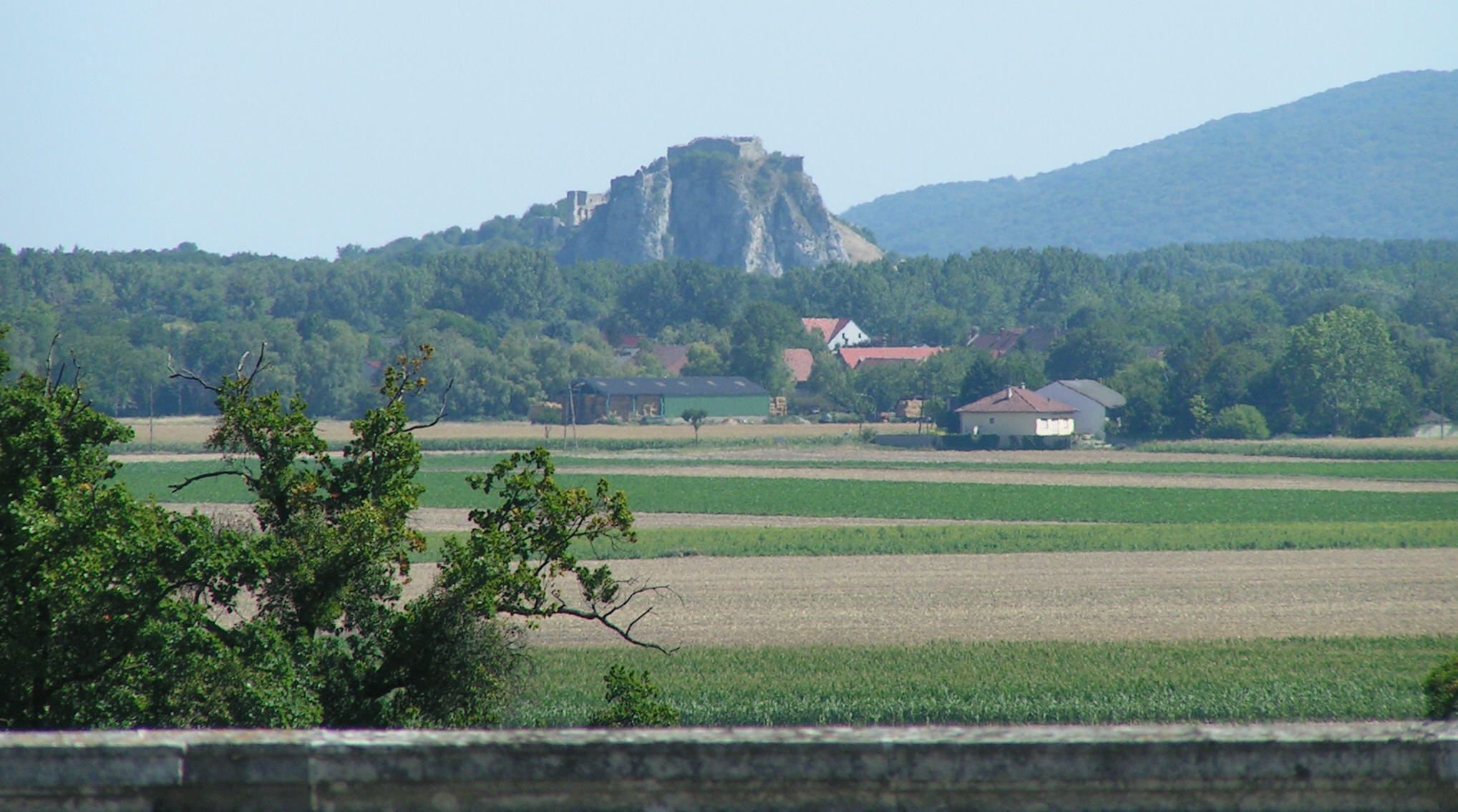
Blick auf Burg Devín vom Schloss Hof aus

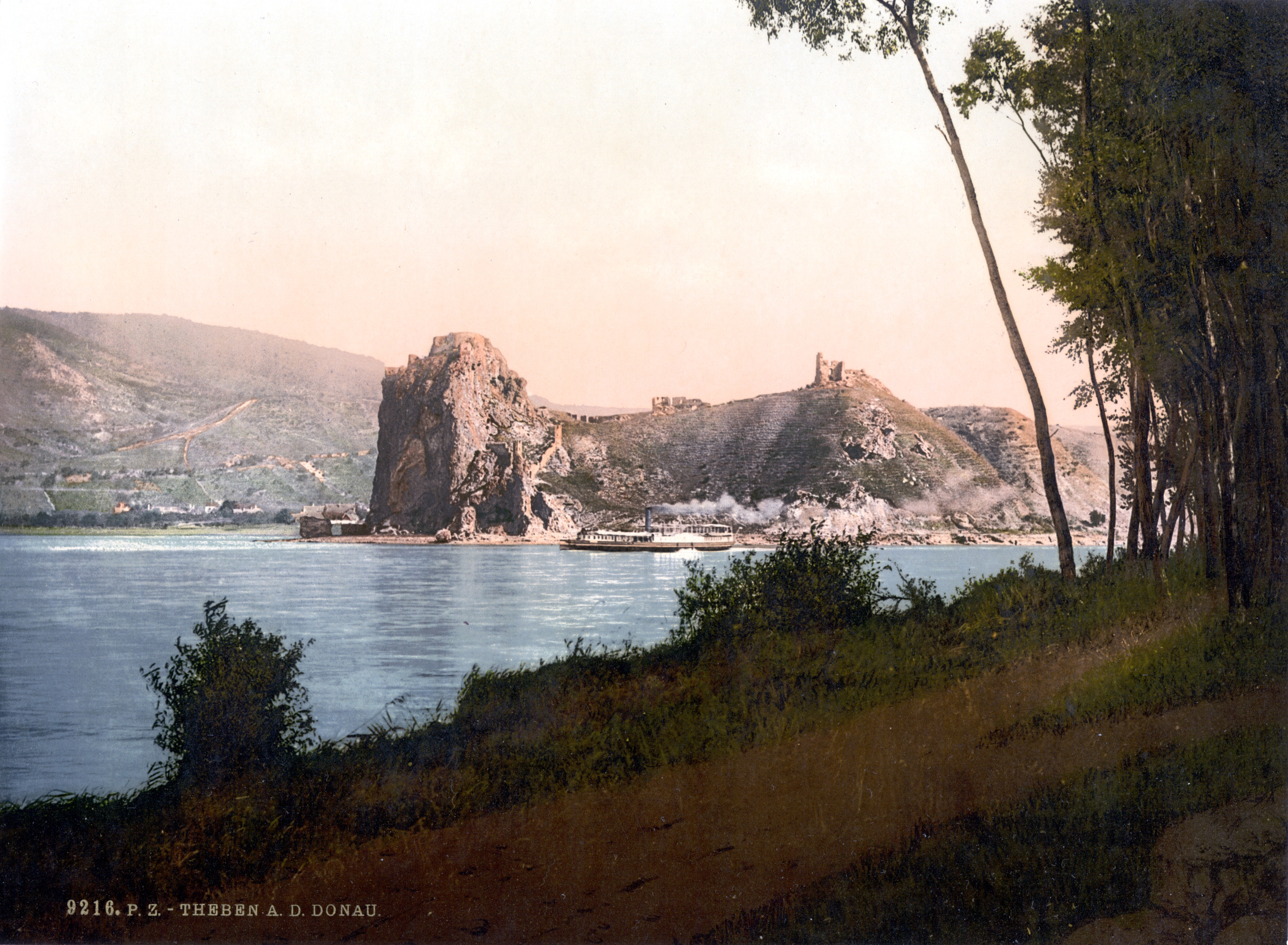
Alte Ansicht von Theben mit dem Burgfelsen

Die Burg Devín (deutsch Burg Theben/Thebener Burg, slowakisch Devínsky hrad oder Hrad Devín) ist eine Ruine im gleichnamigen Stadtteil von Bratislava in der Slowakei.
Sie hat für die Slowaken eine wichtige identitätsstiftende Funktion, denn in den alt-slawischen Ruinenresten sehen sie ihre Wurzeln als eine der slawischen Nationen, die aus dem Mährerreich hervorging.

## Lage
Die Burg erhebt sich als Ruine einer imposanten Festungsanlage auf dem Felsmassiv am Zusammenfluss von March und Donau hoch über dem davorliegenden Marchfeld, am Fuß des 514 Meter hohen Thebener Kogels, mit dem die Kleinen Karpaten gegenüber dem Hundsheimer Berg am Donaudurchbruch (der Thebener oder Hainburger Pforte, früher Porta Hungarica) beginnen.

## Herkunft des Namens
Die Herkunft des slawischen Namens der Burg und des gleichnamigen Ortes (Devín), der aus dem Mittelalter (864) als „Dowina, id est puella“ (deutsch Dowina, das heißt Magd) überliefert ist, ist nicht sicher geklärt. Er könnte vom slowakischen Wort „deva“ / „dievka“, das so viel wie „Magd“ / „Mädl“ bedeutet (vergleiche deutsch Magdeburg) stammen. Einige slowakische Autoren vermuten auch eine Ableitung vom Namen der slawischen Göttin Deva. Devín könnte also das Zentrum des Kultes um diese Göttin gewesen sein. Möglich ist auch eine Herkunft vom Verb dívať sa = schauen, ausblicken.

## Geschichte
Der Burgfelsen spielte schon vor Christus auf Grund der exponierten Lage eine wichtige strategische Rolle. Die früheste nachweisbare Besiedlung stammt aus der Jungsteinzeit. Die Kelten errichteten im 1. Jahrhundert v. Chr. eine größere Siedlung auf dem Berg; im frühen 1. Jahrhundert n. Chr. wanderten germanische Bevölkerungsgruppen ein. In den ersten Jahrhunderten nach Christi Geburt bildete zwar grundsätzlich die Donau die Grenze des Römischen Reiches, jedoch übten die Römer auch eine gewisse Kontrolle über die Gebiete nördlich der Donau aus und errichteten nach Bedarf dort Vorposten. Frühester Beleg für die römische Anwesenheit auf Devín ist das Steinfundament eines vermutlich hölzernen Wachturms, dessen Errichtung im Zusammenhang mit dem Feldzug gegen Marbod stehen könnte. Verschiedene weitere Baustrukturen zeigen, dass die Römer den Burgfelsen nicht nur kurzzeitig nutzten. Auf dem Burghof der mittleren Burg wurde ein größerer römischer Steinbau aus dem 3. Jahrhundert n. Chr. freigelegt, der 13,5 × 9 Meter maß und vermutlich im 4. Jahrhundert erneuert wurde. Ein weiterer römischer Steinbau nahe des Westtors der späteren Burg wird wegen einem dort gefundenen kreuzförmigen Objekt teilweise als Kapelle gedeutet.
Die mittelalterliche Burg Dévin (slowakisch hrad Devín) wurde in den Fuldaer Annalen als Dowina 864 zum ersten Mal erwähnt. Sie bestand damals aus einer fürstlichen Burg mit Kirche und Grabstätte sowie Schutzwällen auf dem dahinterliegenden Berg Devínska Kobyla.
In der älteren Forschung wurde mehrfach die Vermutung geäußert, Devín sei mit dem castrum Wogastisburg identisch oder hätte das Zentrum des Samo-Reiches gebildet. Dies wird von den heute dort tätigen Archäologen aber abgelehnt (Veronika Plachá und Jana Hlavicová), da trotz langjähriger und großflächiger Ausgrabungen auf dem Burghügel Funde aus dem 7. Jahrhundert fehlen und erst wieder aus dem 8. Jahrhundert vorhanden sind.
Nachdem die Slowakei nach dem Ende des Mährerreiches ein Teil von Ungarn wurde (Devín gehörte zum Komitat Pressburg seit etwa 1000), gehörte die Burg ab dem 15. Jahrhundert verschiedenen ungarischen Adelsgeschlechtern, zuletzt ab 1635 den Pálffy, bis die Festung im Jahre 1809 durch napoleonische Truppen in die Luft gesprengt wurde. Daraufhin verhandelten Napoleon und Leopold Pálffy, die vereinbarten, dass Wien mit Produkten von Pálffy versorgt wird.
Der nationale Mythos und die Tradition der nationalen Wallfahrten wurde am 24. April 1836 durch Ľudovít Štúr und seinen Gefährten begründet, die an diesem Tag auf den Burgfelsen gestiegen waren.
Am 18. Juli 1896 wurde die auf dem Burgfelsen auf einem Granitsockel stehende 33 Meter hohe Árpádsäule eingeweiht, welche das tausendjährige Reich der Stephanskrone (also Ungarns) symbolisieren sollte. Das Burgmassiv wurde von diesem Zeitpunkt an Árpádfelsen genannt, diese Bezeichnung hielt sich unter der deutsch- und ungarischstämmigen Bevölkerung bis 1945. Die Säule jedoch wurde schon am 31. Dezember 1918 durch tschechoslowakische Legionäre gesprengt, die Reste des Monuments wurden später nach Ungarn verbracht.
An seiner Stelle wurde ein neues Nationaldenkmal zur Erinnerung an die Gründung der Tschechoslowakei im Jahre 1938 errichtet. Es umfasste auch eine große Löwenskulptur (Böhmischer Löwe). Im November des Jahres 1938 erblickte Adolf Hitler bei einem Besuch des Ortes Engerau das Denkmal. Und befahl: „Die Katze muss weg“. Daraufhin wurde 1940 das Denkmal entfernt und von Anwohnern in der Nähe vergraben. Im Jahre 1988 zum siebzigsten Jahre der Staatsgründung der Tschechoslowakei wurde das Löwendenkmal wiederhergestellt. Nach der Unabhängigkeit der Slowakei wurde das Löwendenkmal erneut entfernt und steht heute vor dem slowakischen Nationalmuseum in Bratislava.
Im Jahr 1961 schließlich wurde die Burgruine zum Nationaldenkmal erklärt und seither zu einem Freilichtmuseum ausgebaut.
Archäologischen Funden zufolge gab es eine kirchliche Schule an der Burg Devín.
Möglicherweise ist es die 863 von Kyrill von Saloniki gegründete so genannte Mährische Akademie, in der künftige slawische Priester und Verwaltungskräfte ausgebildet wurden, und die zum Zentrum der slawischen Literatur wurde.

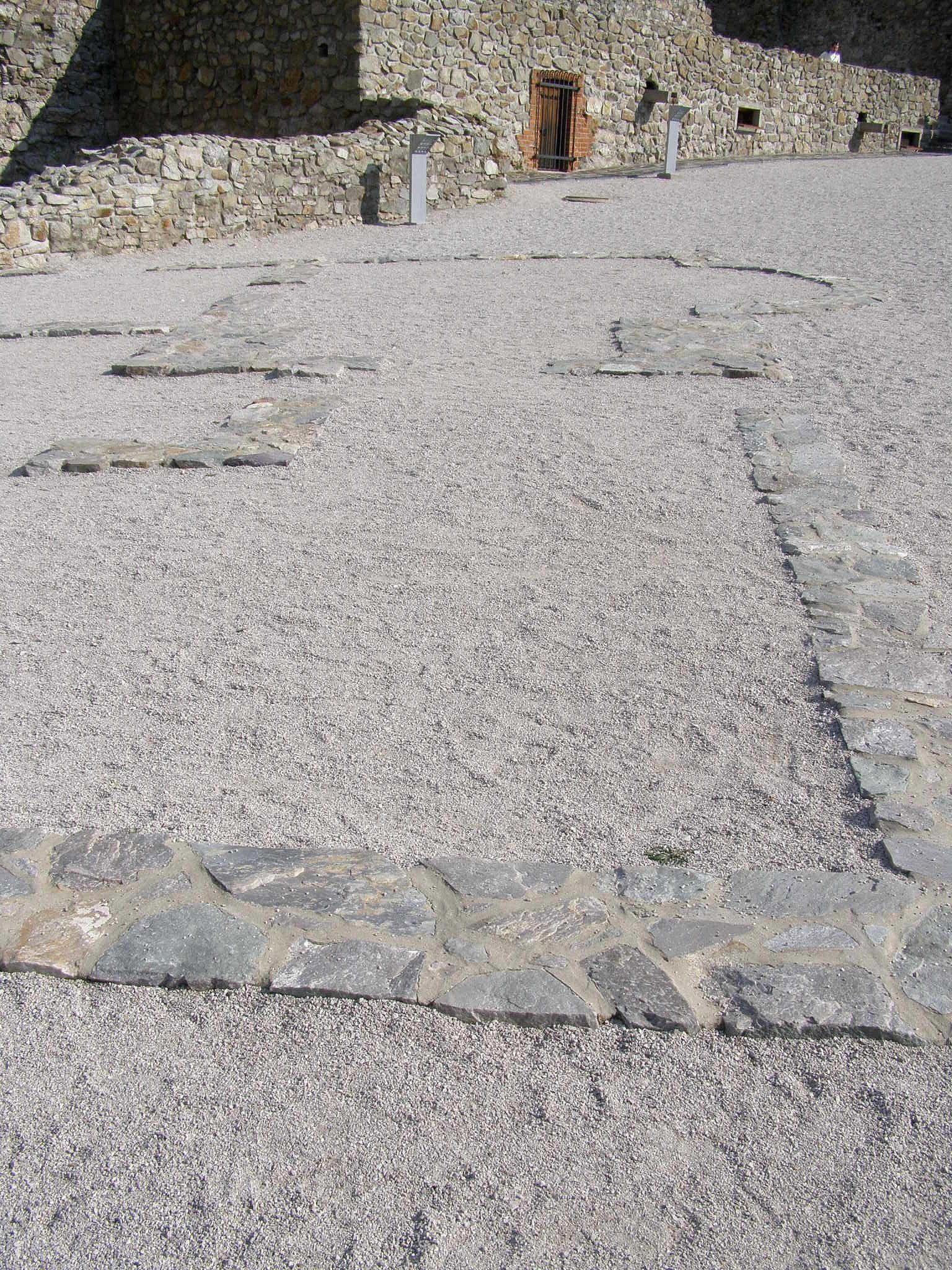
Grundriss eines römischen Gebäudes
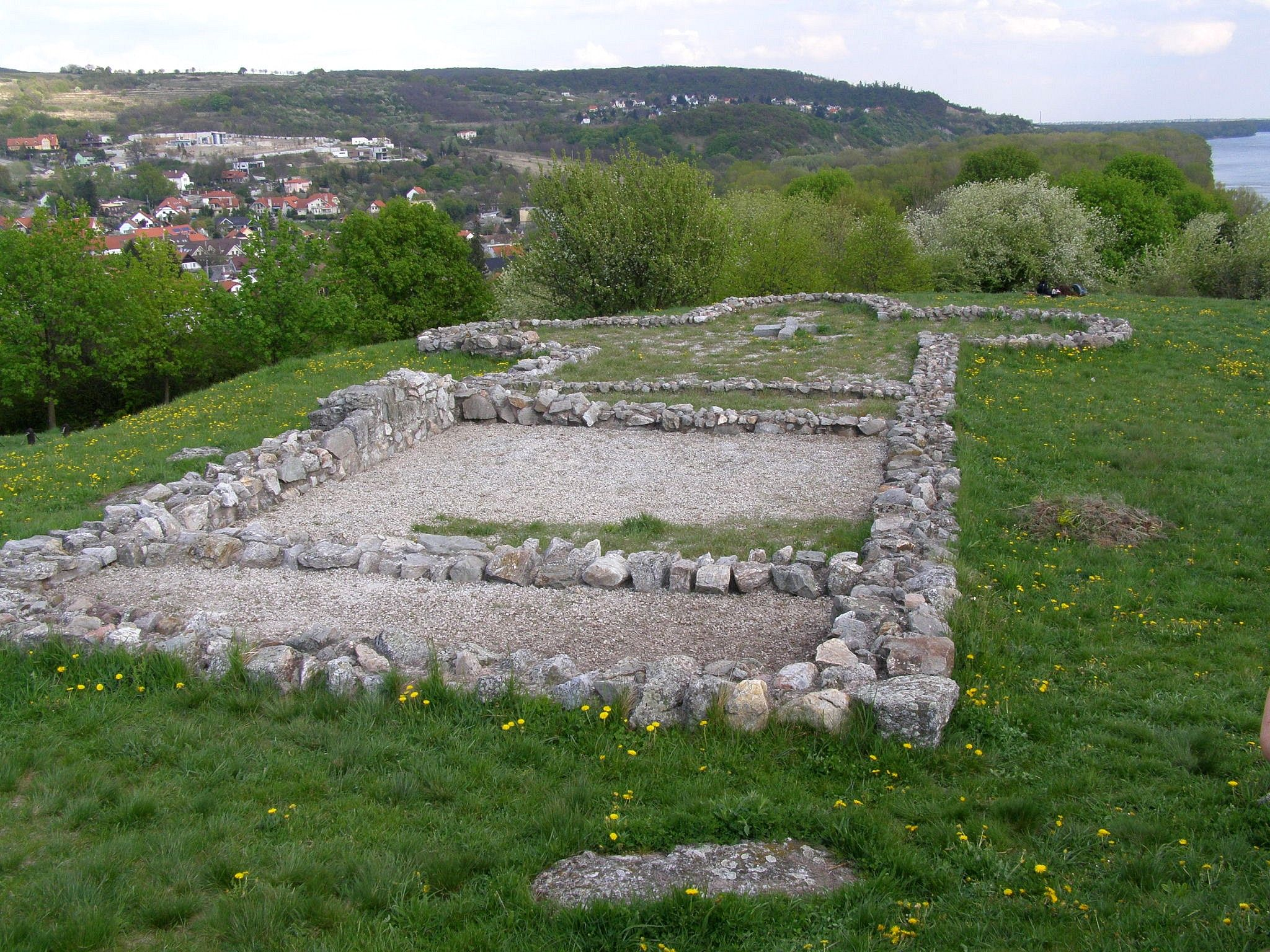
Grundriss der frühromanischen Kirche aus der 2. Hälfte des 9. Jahrhunderts
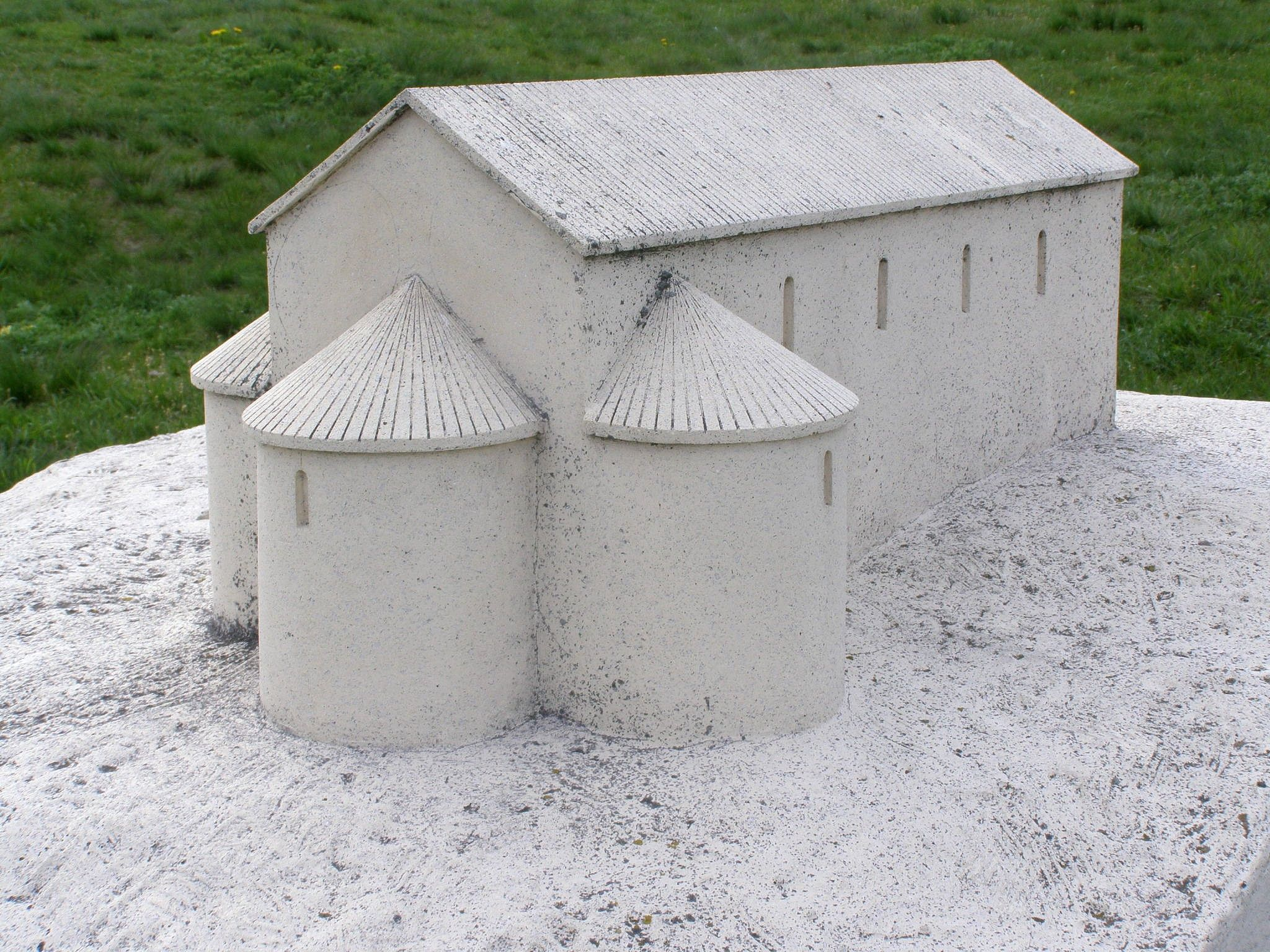
Modell der frühromanischen Kirche